# Ctenotus helenae
Ctenotus helenae е вид влечуго от семейство Сцинкови (Scincidae). Видът не е застрашен от изчезване.

## Разпространение и местообитание
Разпространен е в Австралия (Западна Австралия, Куинсланд, Северна територия и Южна Австралия).
Обитава гористи местности, пустинни области, места със суха почва и ливади.

## Описание
Популацията на вида е стабилна.